# سیمو (فنلاند)
سیمو (به فنلاندی: Simo) یک منطقهٔ مسکونی در فنلاند است که در لاپلند واقع شده‌است.